# Frances Farmer Will Have Her Revenge On Seattle
«Frances Farmer Will Have Her Revenge On Seattle» (с англ. — « Фрэнсис Фармер отомстит Сиэтлу») — песня американской гранж-группы Nirvana, написанная вокалистом и гитаристом группы Куртом Кобейном и выпущенная на третьем и последнем студийном альбоме коллектива «In Utero» под 5-м номером 13 сентября 1993 года. Песня выделяется тем, что имеет одно из самых длинных названий среди всех песен Nirvana, уступая только Gallons Of Rubbing Alcohol Flow Through The Strip из того же альбома.

## История
Дэйв Грол, барабанщик группы, однажды говорил в интервью:

«Мы записывали несколько песен. Одну в качестве сингла с The Jesus Lizard, другую — кавер на Wipers. И Курт сказал: „У меня есть идея для новой песни“, и сыграл „Frances Farmer Will Have Her Revenge on Seattle“, и я подумал: „Боже, мы запишем новый альбом!“».
Оригинальный текст (англ.)We were recording a couple of songs, one for the single with the Jesus Lizard and a Wipers cover. And Kurt said, "Oh, I have this new song idea". And he played ["Frances Farmer Will Have Her Revenge on Seattle"]. It was "Oh my God, we're gonna have another record".

Таким образом, можно сказать, что именно с этой песни началась история In Utero.

## Музыка и лирика
Кажется, что в этой песне Курт Кобейн сравнивает себя с Фрэнсис Фармер. В то время как Фрэнсис была печально известна из-за её трудностей в работе и её битвы с киностудией, которая вынуждала её играть плохие роли. Она требовала многого, и позже все, что она получила за это, была серия психических расстройств и неудавшаяся борьба с алкоголизмом. Курт связывал сражения Фрэнсис против её контрактов с корпоративным Голливудом с его трудностью с звукозаписывающим лейблом, который, как он чувствовал, сдерживал его и душил его творчество, заставляя выпускать «поп-песенки», которыми он никогда не был доволен. 
Сама по себе композиция представляет собой альтернативную рок-песню c ритмом 4/4 и темпом 118. Она базируется на последовательности квинтаккордов G#5 — Emin — G5 — Emin — G5 — H5 в куплетах, C#5 — E — B в припеве и G# — E5 в проигрыше.

## Отзывы и рейтинги
В 2017 году Кортни Лав назвала «Frances Farmer Will Have Her Revenge On Seattle» одной из своих самых любимых песен Nirvana, также упомянув песни In Utero «Heart-Shaped Box» и «Serve the Servants», и песню Nevermind «In Bloom».
В апреле 2015 года журнал Rolling Stone опубликовал рейтинг «102 лучших песен Nirvana», в котором «Frances Farmer Will Have Her Revenge On Seattle» заняла 25 место.